# Maria Lluïsa d'Àustria
|  | Per a altres significats, vegeu «Maria Lluïsa d'Àustria-Este». |

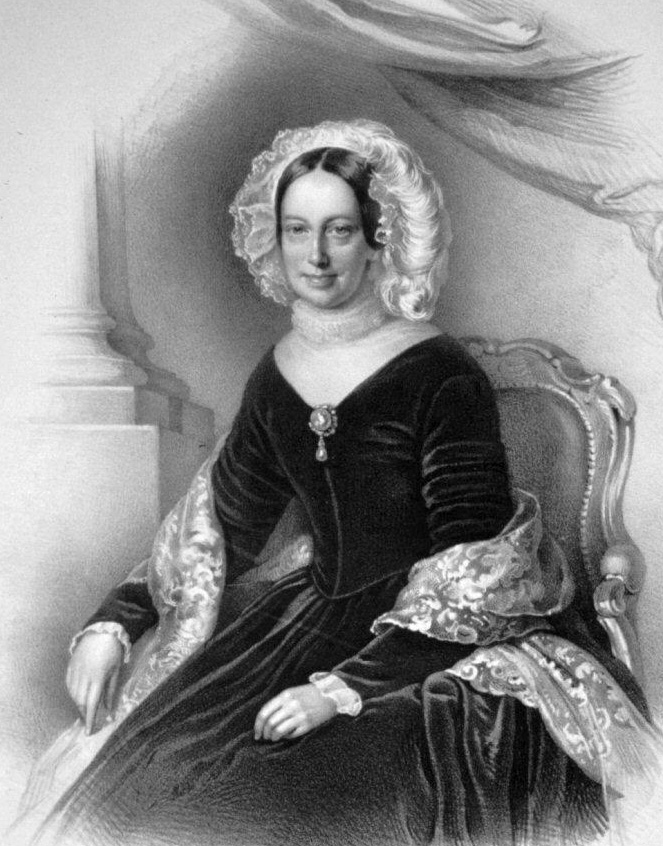
Maria Lluïsa d'Àustria

Maria Lluïsa d'Àustria (Viena, Arxiducat d'Àustria, 12 de desembre de 1791 - Parma, Ducat de Parma, 17 de desembre de 1847) fou una arxiduquessa d'Àustria, princesa d'Hongria i de Bohèmia amb el doble tractament d'altesa reial i imperial. Emperadriu consort de França pel seu matrimoni amb Napoleó Bonaparte, des de l'any 1815, i a títol vitalici però no hereditari, fou duquessa sobirana de Parma, Piacenza i Guastalla.

## Orígens familiars
Era filla de l'emperador Francesc I d'Àustria i de la princesa Maria Teresa de Borbó-Dues Sicílies. Maria Lluïsa era neta per via paterna de l'emperador Leopold II del Sacre Imperi Romanogermànic i de la infanta Maria Lluïsa d'Espanya i per línia materna del rei Ferran I de les Dues Sicílies i de l'arxiduquessa Maria Carolina d'Àustria.
Fou germana de l'emperador Ferran I d'Àustria; de Maria Leopoldina d'Àustria, casada amb Pere IV de Portugal; i de Maria Carolina d'Àustria, casada amb Frederic August II de Saxònia.

## Matrimoni amb Napoleó I

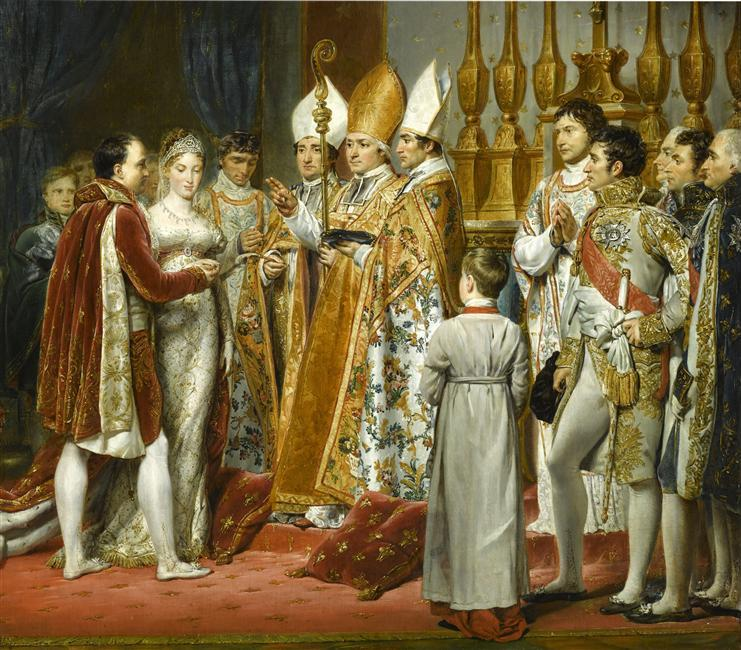
Detall d'una pintura representant el matrimoni entre Napoleó Bonaparte i Maria Lluïsa d'Àustria, obra de Georges Rouget (1810).

El dia 11 de març de l'any 1810 es casà per poders a Viena amb l'emperador Napoleó I de França i posteriorment la unió fou ratificada a Saint-Cloud i després al Louvre el dia 1 d'abril del mateix any.
La unió entre Napoleó I i Maria Lluïsa responia a diverses motivacions. Per part de l'emperador francès la unió amb una arxiduquessa austríaca li aportava, primer, entroncar amb una de les famílies més importants del continent europeu, els Habsburg; segon, la possibilitat de complir el desig de tenir fills després de la impossibilitat després del primer matrimoni; i tercer, un pacte de cooperació estable amb l'emperador Francesc I d'Àustria, pare de Maria Lluïsa, i un clar enemic de les polítiques franceses fins al moment i garantir la supervivència de l'Imperi
Per part de l'emperador austríac es portava a terme una vegada més la màxima de la política habsburguesa, casant-se s'aconsegueix més que als camps de batalla. L'emperador obtenia una aliança amb França amb la qual cosa arribava a la pau després de sonores derrotes militars que li havien pres la dignitat imperial (Imperi Romanogermànic) i diversos territoris austríacs com el Tirol cedit a Baviera o Il·líria incorporat a França.
La unió entre el noble cors i l'arxiduquessa austríaca dona com a fruit un únic fill:
- SAR el príncep Napoleó II, nat a París el 1811 i mort a Viena el 1832. El seu avi patern li concedí el títol de duc de Reichstadt.

## Duquesa de Parma

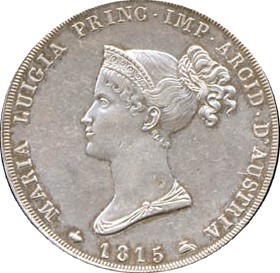
Moneda encunyada al Ducat de Parma amb l'efígie de Maria Lluïsa d'Àustria.

Amb la desfeta imperial l'any 1814, Napoleó abdicà en favor del seu fill, conegut com a rei de Roma, i fou l'arxiduquessa Maria Lluïsa qui exercí la regència. El Congrés de Viena, celebrat l'any 1815 a la capital austríaca, li permeté retenir el títol d'emperadriu amb rang imperial i li garantí la sobirania sobre els ducats de Parma, Piacenza i el de Guastalla.
Els ducats vinculats històricament als Borbó-Parma foren cedits a Maria Lluïsa en qualitat de possessions personals; és a dir, se li permetia l'exercici de la sobirania de forma vitalícia però no hereditària. A la seva mort, tal com succeí l'any 1847, revertirien en les mans de la família dels Borbó-Parma. Aquests estipulacions quedaren prefixades en un tractat signat entre el duc Carles II de Parma i l'arxiduquessa Maria Lluïsa l'any 1817. Mentrestant els Parma exerciria la sobirania sobre el ducat de Lucca que en el moment que recuperessin Parma revertiria en favor del gran ducat de Toscana.
El 1844 s'especificà en un altre tractat que el Ducat de Guastalla passaria a les mans de la família dels Àustria-Este, governants del ducat de Mòdena.
L'any 1821, quatre mesos després de la mort de l'emperador Napoleó I de França a l'illa de Santa Helena, l'arxiduquessa es casà de forma morganàtica amb el comte Adam Albert von Neipperg, membre de l'aristocràcia bavaresa i amant de l'arxiduquessa durant el període que transcorregué entre l'any 1815 i fins a l'any 1821. La parella tingué tres fills, dos dels quals nasqueren abans del matrimoni:
- SE Albertine, comtessa de Montenuovo, nada el 1817 i morta el 1867. Es casà amb Luigi Sanvitale, comte de Fontanellato.

- SE Guillem Albert, comte de Montenuovo i posteriorment creat príncep de Montenuovo, nat el 1819 i mort el 1895. Es casà amb la comtessa Juliana Batthyány von Németújvár.

- SE Matilde, comtessa de Montenuovo, nada el 1822.

L'any 1829 l'arxiduquessa quedà viuda i contragué de nou matrimoni, l'any 1834, amb el gran camarlenc de la cort de Parma, el comte Charles-René de Bombelles. D'aquesta unió no tingué descendents.
Molts historiadors han qualificat el govern de l'arxiduquessa Maria Lluïsa com un govern de gran profit i intel·ligent pel Ducat de Parma. L'arxiduquessa introduí importants avenços en reformes socials i treballà molt intensament per millor la qualitat de vida dels seus súbdits. Ara bé, al llarg dels seus trenta-dos anys de regnat no fou capaça de dotar Parma d'una constitució liberal o de realitzar una retallada en el poder absolut de la Corona.